# Никола Мирковић
Никола Мирковић (Брчко, 12. октобар 1903 — Падерборн, 4. јун 1951) био је српски књижевни критичар, слависта, есејиста и преводилац. Аутор прве публикације о Јовану Дучићу (докторска дисертација, Беч, 1926) и прве критичке монографије o Иви Андрићу (Београд, 1938). Сарадник више угледних домаћих и страних књижевних часописа, између осталих Српског књижевног гласника.

## Биографија
Основну школу је завршио у Брчком, гимназију у Бечу. У Бечу је студирао словенску филозофију и докторирао са тезом о Јовану Дучићу 1929. године.
Био је члан Књижевног одбора Српског књижевног гласника (1935—1939).
Преводио је наше песнике на немачки језик. Поред тога преводио је и са бугарског, пишући о савременој бугарској лирици.
О њему је Божа Стојановић 2023. године објавио књигу „Никола Мирковић: Заустављени успон”.

### Монографије
- Јован Дучић, докторска дисертација, Беч 1926.
- Зора у души, збирка песама, изд: Б. Цвијановић, Београд 1927.
- Змај, (језик: немачки/српски), Београд 19??.
- Бугарско-српскохрватски диференцијални речник, изд: Југословенско-бугарска лига, Београд 1937.
- Бугарска граматика, изд: Југословенско-бугарска лига, Београд 1937.
- Иво Андрић, студија, изд: Б. Цвијановић, Београд 1938.
- Љубен Каравелов: о стогодишњици његовог рођења, Београд 1938.

### Преводи и предговори
- Лудвиг Рен, Рат (заједнички превод са Г. Крклецом), Нолит, Београд 1931.
- Герхарт Хауптман, Новеле - књига прва (превод + предговор), Народна просвета, Београд 19??
- Герхарт Хауптман, Чувар пруге Тил; Јеретик из Соане (превод), Београд 19??
- Иван Вазов, Под Игом (превод), Народно дело, Београд 19??
- Пол Герштнер, Анализа биланса (превод), Штампарија Грегорић, Београд 1933.
- Хајнрих Ман, Мали град (превод), Београд 19??
- Кнут Хамсун, Плодови земље (превод), Београд 19??
- Ернст Отвалт, Јер они знају шта чине: роман о немачком правосуђу (превод), Нолит, Београд 1933.
- Аница Савић-Ребац, Песма у ноћи / Lied in der Nacht (превод на немачки), Загреб (?), 1930.